# Erin Taylor-Talcott
Erin Taylor-Talcott es una marchadora estadounidense nacida en Portland (Oregón, Estados Unidos) el 21 de mayo de 1978). Es la primera mujer en participar en la prueba de 50 kilómetros en el Campeonato del mundo de marcha atlética por equipos, celebrado en mayo de 2016 en Roma, Italia.  

## Participación en la Copa del Mundo de marcha
A petición de Erin Taylor-Talcott, la Federación Internacional del Atletismo IAAF autorizó la participación de mujeres en la prueba de 50 kilómetros marcha en el Campeonato del mundo de marcha atlética por equipos (competición anteriormente conocida como Copa del Mundo de marcha atlética), disputada en Roma los días 7 y 8 de mayo de 2016. Esta prueba era únicamente masculina y a partir de 2016 pasa a ser mixta, con una clasificación única por equipos.
Taylor-Talcott fue una de las personas participantes en el equipo de EE. UU. A cada selección se le permite inscribir a siete personas indistintamente de su género, de las que al final cinco compiten.
El presidente de la IAAF, Sebastián Coe, aplaudió esta decisión porque es importante para "asegurar las oportunidades competitivas entre hombres y mujeres", y explicó que "50 kilómetros marcha era la única prueba que estaba solamente abierta a hombres", mientras que todas las demás dentro del atletismo ya son igualitarias y cuentan con competición de mujeres.
La marchadora emitió un comunicado antes de comenzar la prueba, tras la aprobación de su petición al IAFF, indicando que ""es un paso enorme y sorprendente para los derechos de la mujer" y "Me siento verdaderamente emocionada en este momento. No veo la hora de participar en los 50 kilómetros con los mejores especialistas mundiales".
Es su segunda aparición en la Copa del Mundo de marcha, puesto que en 2014 disputó la prueba de 20 kilómetros marcha, que existe para hombres  y también para mujeres, siendo para ellas prueba olímpica desde 1992 y prueba del campeonato mundial de la IAAF. 
El portavoz de la IAAF, Chris Turner, ha informó en abril de 2016 de que el acceso de las mujeres a la prueba de 50 km no se aplicará a las Juegos Olímpicos de Río de Janeiro en agosto, puesto que no son organizadas por la IAAF y la enmienda aprobada sólo atañe a los campeonatos propios.

## Trayectoria deportiva
Participó en la prueba de 5 km marcha de Filadelfia (EE. UU.) en 2006 y 2011. Posteriormente, compite de forma más regular y con mejores resultados desde 2013, en pruebas de Nueva York, Sacramento, Santee o Valley Cottage (EE. UU.), Melbourne (Australia) o Lugano (Suiza). En 2016 ha competido en Earth City en la prueba de 20 km y San Diego (EE. UU.) en 50 km, de forma preparatoria para su participación en la Copa del Mundo de marcha en Roma.
Taylor-Talcott ya consiguió el tiempo de clasificación para los 50 km en 2011 pero se le negó la inscripción a las pruebas olímpicas estadounidenses. Al final, se le permitió competir como "invitada" a dichas pruebas siempre que renunciara a ir y competir en la prueba de 50 km en los Juegos Olímpicos de Londres en 2012. En 2016 tampoco podrá competir a los Juegos Olímpicos de Río de Janeiro 2016 por esta restricción machista de participación de las mujeres en esta prueba en los Juegos Olímpicos.
En 2014, Taylor-Talcott logró un acuerdo con las autoridades del atletismo de Estados Unidos para que los premios fueran iguales para las mujeres en las pruebas de 50 km en aquel país. Y en mayo de 2016, Ella y su compatriota Susan Randall compitieron en la primera marcha internacional de 50 km marcha en Chile.

## Mejores marcas personales
| Mejores marcas personales                                                                             | Mejores marcas personales | Mejores marcas personales | Mejores marcas personales |
| Distancia                                                                                             | Tiempo                    | Lugar                     | Fecha                     |
| --- | ------------------------- | ------------------------- | ------------------------- |
| 20 km                                                                                                 | 1h:41:05                  | Melbourne, Australia      | 19 de enero de 2014       |
| 50 km                                                                                                 | 4h:33:22                  | Santee, Estados Unidos    | 22 de enero de 2012       |
| Las competiciones en pista vienen indicadas en metros y las que son en ruta se indican en kilómetros. |                           |                           |                           |

## Vida personal
Está casada con el también marchador Dave Talcott.